# جواد سليم
جواد سليم (1919–1961)، واسمه الكامل جواد محمد سليم علي عبد القادر الخالدي. كانَ رسامًا ونحاتًا عِراقيًا. يُعتبر من أكثر النَحاتين تأثيرًا في تاريخ العِراق الحَديث. أصبحَ فنانًا مَعروفًا من خِلال المُشاركة في تأسيس مجموعة بَغداد للفن الحديث، مَجموعة فَنية شَجعت على استِكشاف تقنيات تَجمع بينَ التُراث العَربي والفَن الحديث.

## أسرته
ولد جَواد مُحمد سَليم عبدُ القادِر الخالِدي في أنقرة لأبوين عِراقيين منَ الموصل، ونَشأ في عائلة فَنية اِشتُهرت بالرسم. كان والده الحاج سليم ضابِطًا عسكريًا مُتمركِزًا في أنقرة وقت ولادة جَواد،  لكنه عاد إلى بَغداد في عشرينيات القِرن الماضي. كان والدُه فنانًا، وكانَت والدَتُه فنانة تطريزة ماهِرة، وأصبح أخوته سُعاد ونَزار ونزيهة كلهُم فَنانين تشكيليين. كان جَواد مُنذ طفولته يصنع من الطين تماثيل تحاكي لعب الأطفال، ولقد أكمل دراسته الابتدائية والثانوية في بغداد.

## سيرته
نالَ وهوَ بعُمر 11 عامًا الجائزة الفضية في النَحت في أول مَعرض للفنون في بغداد سنة 1931. وأرسل في بعثة إلى فرنسا حيث درسَ النَحت في باريس بين 1938-1939، توقفت دراسته بسبب اندلاع الحرب. انتقل إلى روما بين 1939-1940، ولكن مرة أخرى توقفت دراسته بسبب الحرب، مما أجبره على العَودة إلى بَغداد. في نِهاية الحَرب، التحقَ بمدرسة سليد للفنون الجميلة في لندن بين 1946-1948، حيث تأثر بشِدة بالفنانين الغربيين أمثالبابلو بيكاسو وهنري مور. في إنجلترا، التقى جواد بالفنانة لورنا، من مواليد شيفيلد، وتزوجا في عام 1950.
خِلال فَترة توقف دِراسته، عمل في صيانة الآثار بالمتحف العراقي بين 1940-1945، وكان رئيس قسم النحت في مَعهد الفنون الجميلة في بغداد حتى وفاته في 23 كانون الثاني 1961. عرّفته دراسَتُه على تقاليد الفَن العِراقي القديمة، وسعى بوعي إلى اكتِشاف إمكانيات الجَمع بين الزخارف القديمة والفن التجريدي الحديث الذي لاحظه في أوروبا. أشارت زوجته لورنا سليم إلى أنه كان مفتونًا بمنحوتات بلاد الرافدين. قالت:
يُنسب إليه المُحاولة الأولى (كفنان عِراقي) للرَسم والنَحت أعتِمادًا على تُراث بَلده، وتوجيه الفَنانين المَحليين نَحو الأسلوب العِراقي المُميز.
كان لدى العراق في الثلاثينيات عددٌ قليل مِنَ المَتاحف وصالات العَرض الفنية. وبناءً على ذلك، أقيم أول مَعرض فردي لسليم في المَنزل الخاص للمهندس المِعماري العَراقي البارز محمد مكية. في عام 1944، تمت دَعوَتُه لمُساعدة عُلماء الآثار في أعمال التَرميم الضرورية. عَزَزَت هذه المواجهات مع التُراث القَديم إحساسًا قويًا بالفَخر بالتراث الفني العِراقي القَديم وأثارت تساؤلات حول العِلاقة بين «التراث» والفن «المعاصر»، تساؤلات ستشغل الفنان لبقية حياته العَملية. كان سليم من مؤسسي جماعة بَغداد للفَن الحَديث، مع زميله الفنان شاكر حسن آل سعيد ومحمد غني حكمت. مَجموعة حاولت الجَمع بينَ تقاليد الفن العِراقي القَديم والتقنيات الأوروبية الحديثة. كان شعار الجماعة هو «أستِلهامُ التُراث». استوحى سليم، إلى جانب آل سعيد وأعضاء آخرين في المَجموعة، مِن فَنون مَدرسة بغداد التي تعود إلى القرن الثالث عشر وأعمال الخطاطين والرسامين القدامى أمثال يحيى بن محمود الواسطي الذي كان نشطًا في بَغداد في ثلاثينيات القِرن الثاني عشر. كانوا يعتقدون أن الغزو المغولي عام 1258 مثلَ «كسرًا في سِلسلة الفَن العِراقي التصويري»، وأرادوا استعادة التقاليد المَفقودة. لقد أنجزت هذه المَجموعة الكثير من حيث الترويج للفن الحديث من خِلال مَنح العِراقيين شعوراً بالفخر الوطني بتراثهم الفني القديم.

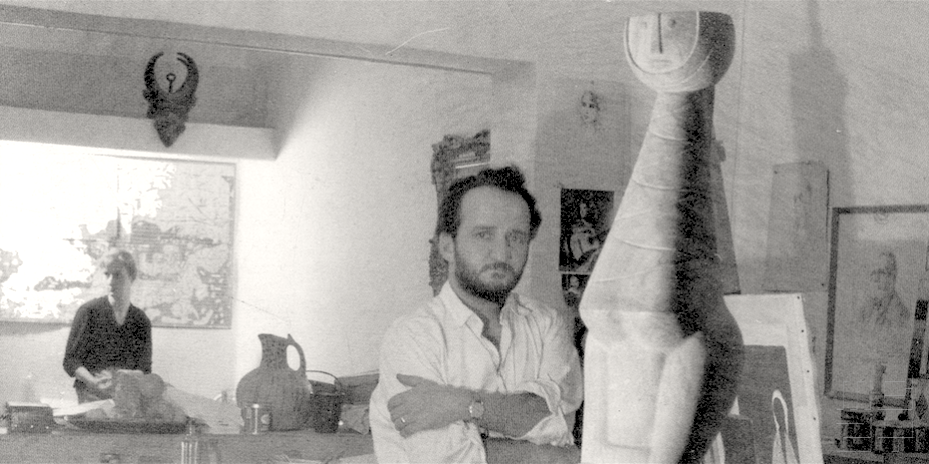
جواد سليم في المنزل، بغداد 1960.

 لفتَ سليم انتباه الجَماهير الدولية لأول مرة في عام 1952 عِندما شارك في المُسابقة بعمل « السَجين السِياسي المَجهول»، كان واحدًا من 80 عَمل تم اختيارُه من بين 3500 مُشاركة، لكي يَتمُ عرضُها في مَعرض تيت لندن، وكان الفنان العربي الوحيد الذي تم تضمينه في المَعرض. في العام التالي قام بجولة في الولايات المتحدة وتم استقبال عمله بشكل جيد. على الرغم من أنه عمل رسامًا ونحاتًا، إلا أنَ مَخاوفه بشأن مُمارسة كليهما في وقت قَد أزعَجَتهُ. قرب نهاية الخَمسينيات منَ القرن الماضي، اتخذ قرارًا بالتركيز على النَحت حصرًا.

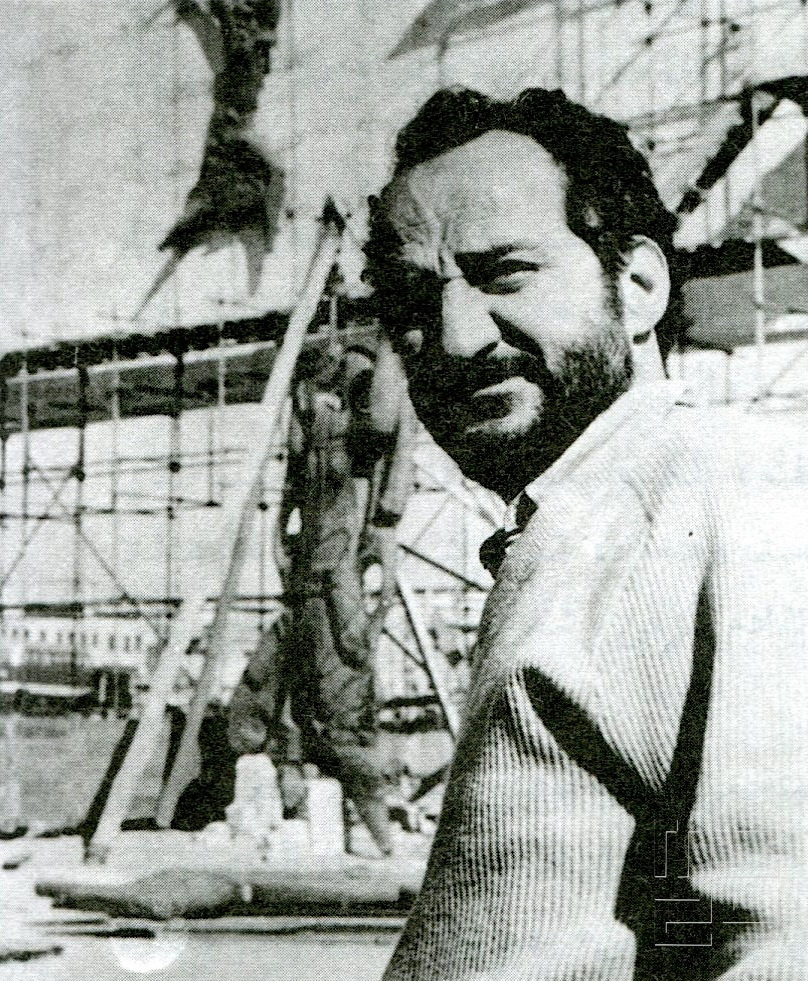
آخر صورة لجواد سليم مُقابل نصب الحرية وهو ما يزال قيد الإنشاء، بغداد، 1961.

في عام 1959، بعد فترة وجَيزة من حِصول العِراق على استِقلاله، كلٌف الزعيم الجديد للجمهورية، العميد عبد الكريم قاسم، سليم بإنشاء نَصب تِذكاري في وَسط العاصِمة ليكونَ احتفالًا بحصول العراق عَلى استِقلاله. كان منَ المُقرر أن يَقع النَصب في قَلب مَنطقة الأعمال المَركزية في بَغداد، ويطل على ساحة التحرير وجسر الجمهورية. أدرك النحات أن النصب يجب أن يكون رمزًا لعالَم جَديد، وصمم عملاً كان سرديًا لثورة 1958، لكنه أشاد أيضًا بتاريخ الفن العراقي العَميق من خلال تَضمين النقوش الجدارية العباسية والبابلية، وإنتاج نحتًا كانَ «حديثًا بشكل لافِت للنَظر» ولكن بنَفس الوَقت يُشير إلى التُراث.
عمل سليم على المَشروع في ظل ظروف صَعبة، وقاوم كل مُحاولات قاسِم لدمج صورتَه. في البِداية، أراد سليم أن يكون النَحت على مُستوى الأرض، لكن المُهندس المِعماري رفعت الجادرجي أصرّ على رفعه بحيث يبدو أكثر «أثرًا». بالتالي، سَيواجه النَصب حَركة المرور المُزدحمة بدلاً من الأشخاص الذين يَمشون في الحَدائق المجاورة. على الرغم من أن النَصب كان من تَصميم سليم، إلا أنه لم يره حتى اكتماله؛ بعدَ وفاته المُبكرة، تم الانتهاء من المَشروع في عام 1961 من قبل صَديق سليم، النَحات محمد غني حكمت، الذي ساعَده في السابِق مِن خلال صَب التماثيل البرونزية. نجا النَصب المُكتمل، المعروف باسم نصب الحرية («نصب الحرية»)، من عِدة محاولات لهَدمه وهو أحد أشهر مَعالم العاصِمة بَغداد. يُشار لسليم باعتباره الفنان الأكثر نفوذاً في حَركة الفَن العِراقية الحَديثة، كتبَ عنه المُثقف العِراقي جبرا إبراهيم جبرا:

## وفاته

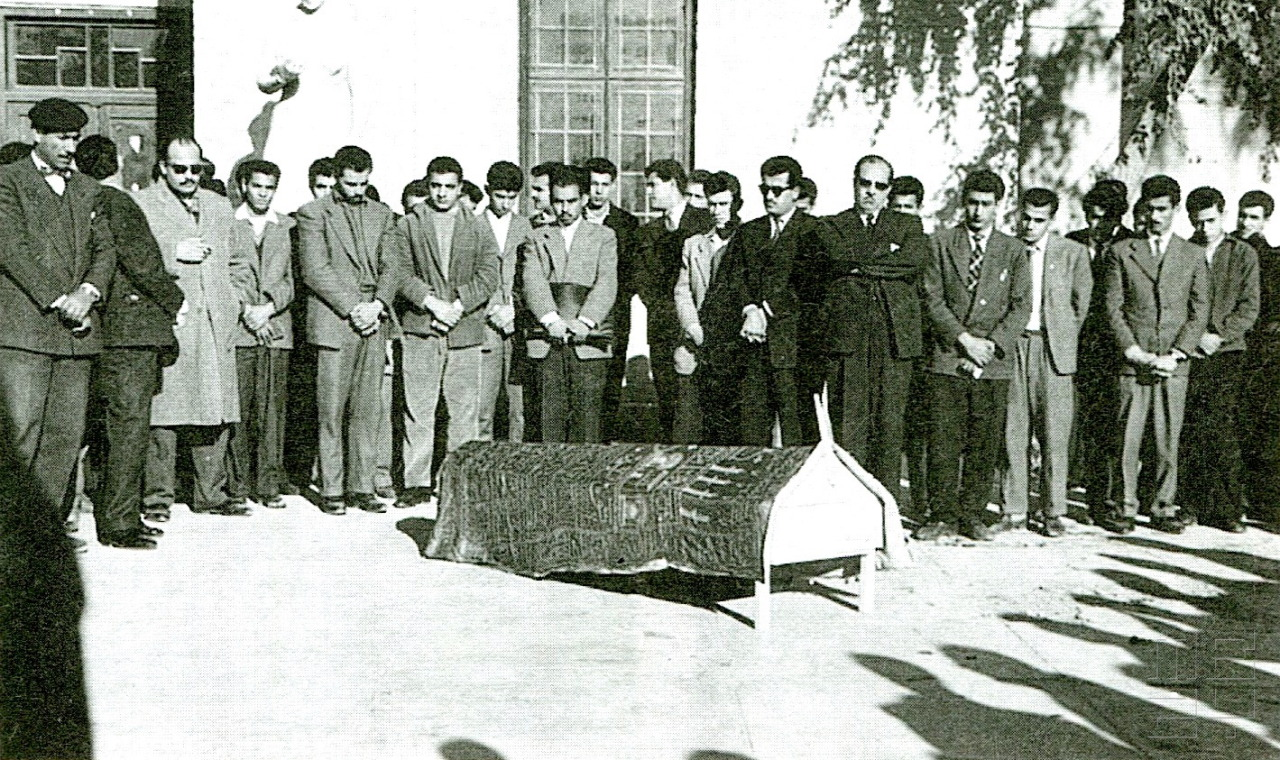
نعش الفنان جواد سليم في مَعهد الفُنون الجَميلة، أثناء عَزاء تأبين مِن قِبل طُلابه وزُملائه، 1961.

أُصيبَ سليم بنَوبة قلبية وتوفي في المُستشفى الجُمهوري يَوم 6 شعبان 1380 هـ/ 23 كانون الثاني 1961م عن عُمر ناهزَ 42 عامًا، شُيّع بموكب مَهيب ودُفنَ في مقبرة الخيزران. كانت زوجته لورنا مَعه، وكان محاطًا بأصدقائه من المُجتمع الفَني؛ حافظ الدروبي، إسماعيل الشيخلي، سعيد شاكر، محمد عبد الوهاب، باهر فائق، سالم الدملوجي وخالد القصب، وبالأخص تِلميذُه وزَميلٌه النَحات الكَبير خالد الرحال، والذي في يوم تَشييعه، أَتى حامِلًا حَقيبة سَوداء وتوجه نَحو الجُثمان شاقًا طَريقُه بصِعوبة في تلك الزَحمة من المُشيعين، وعِند وصوله ركعَ بجانِب الجُثمان قرب رأسِه ثم رَفعَ الغِطاء عَن وَجه جواد سَليم وأخذ يُقبله ويَبكي بصوت عال َسمعه الجَميع وتأثروا بهذا المَوقف المؤلم، ثُمَ فَتَح تِلك الحَقيبة السوداء وأخرج مِنها عجينة من الجبس ووضعها فَوقَ وجِهه، وأخذ يَضَغط عَليها بِكِلتا يَديه بلُطف ليَعمل مِنها قناع المَوت لأُستاذِه، ثم رَفعها ببُطء وأعادَها إلى تِلكَ الحَقيبة.
اقترح الخُبراء أن مَوته سليم المُبكر يُمكن أن يُعزى، جُزئيًا على الأقل، إلى ضُغوط إكمال نصب الحُرية. واعتُبِر وفاته «خَسارة لا تُعَوض للثقافة البَصرية العَربية».

## أعماله
أدرجَ سليم سِمات العِمارة الآشورية والبابلية في أعماله الفنية، وكان من أوائل الفنانين العِراقيين الذين أقاموا روابط مع حضَارات بلاد الرافدين. توجد نَماذج من أعماله في المُتحف الوطني الأردني للفنون الجميلة. يشتهر سليم بشكل خاص بنصب الحرية، الواقع في ساحة التحرير، أحد الساحات الرئيسية في وسط العاصِمة َبغداد. يتكون النصب من 14 مَسبوكة من البرونز، تُمثل 25 شَخصية على لوح من الحَجر الجيري، ترتَفِع 6 أمتار عن الأرض. يقدم سرداً لثورة 1958 مع إشارات إلى التاريخ العراقي من خلال دمج النقوش الآشورية والبابلية. من المُفترض أن تُقرأ النُقوش على هَيئة أبيات من الشعر العربي، من اليَمين إلى اليسار، بدءًا من الأحداث التي سبقت الثورة، وتنتهي بالانسجام بعد الاستقلال. ظهر النَصب على الورقة النقدية فئة 10 آلاف دينار عِراقي لعام 2013-2015 تكريما له. ألهمت الَمراجع المُتعددة وطبقات المَعنى المَخفية في العَمل، الفنانين العرب في جميع أنحاء المنطقة وشَجعتهم على مُتابعة الأعمال الفنية بهوية وطنية في وقت كانت فيه العَديد منَ الدول العربية تَنال استِقلالَها.

نَحت
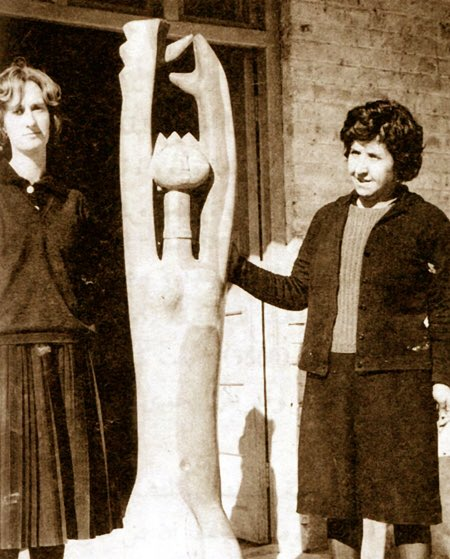
تمثال الأمومة، للنحات جواد سليم. بين اخته نزيهة سليم لليمين وزوجته لورنا سليم. معهد الفنون الجميلة. بغداد 1961.

### لوحات فنية
أقيم معرض شامل لأعماله في المتحف الوطني للفن الحديث بعد وفاته ببضع سنوات.

فن تشكيلي
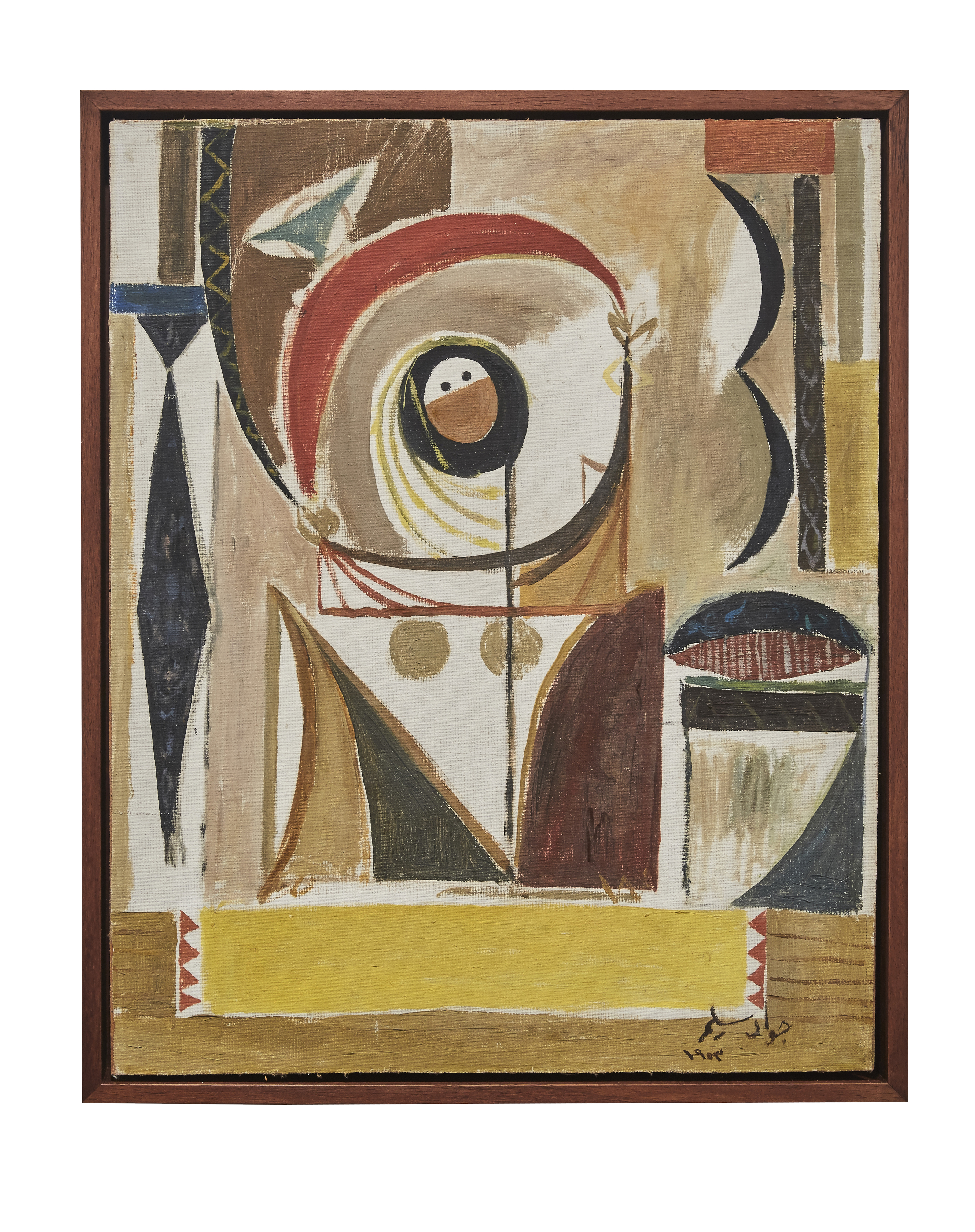
امرأة تبيع بضاعة، بريشة جواد سليم، 1953. مؤسسة بارجيل للفنون.
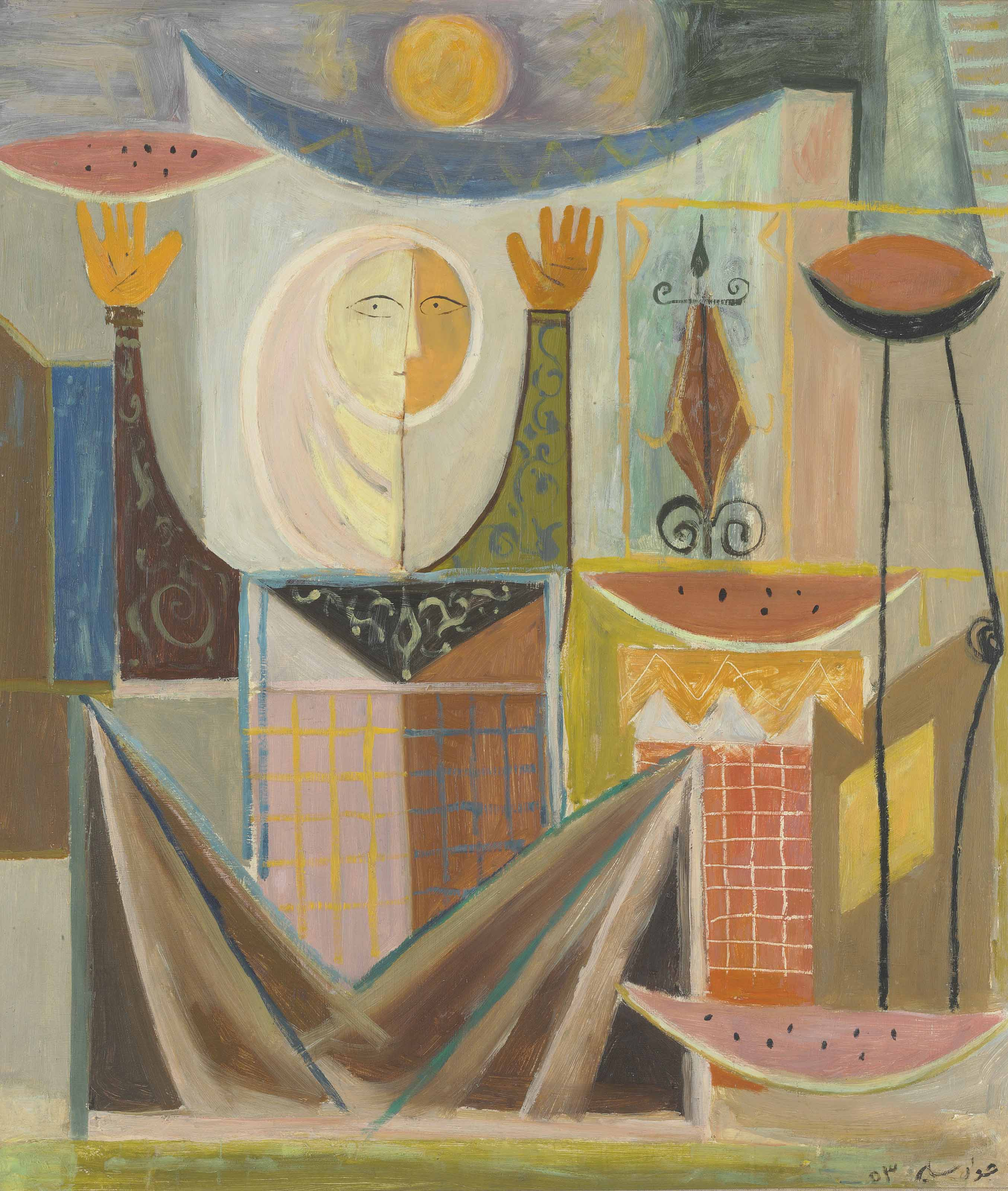
بائعة البطيخ، بريشة جواد سليم، 1953. مَعروضة في مَزاد كريستيز مُقابل 873,454$.
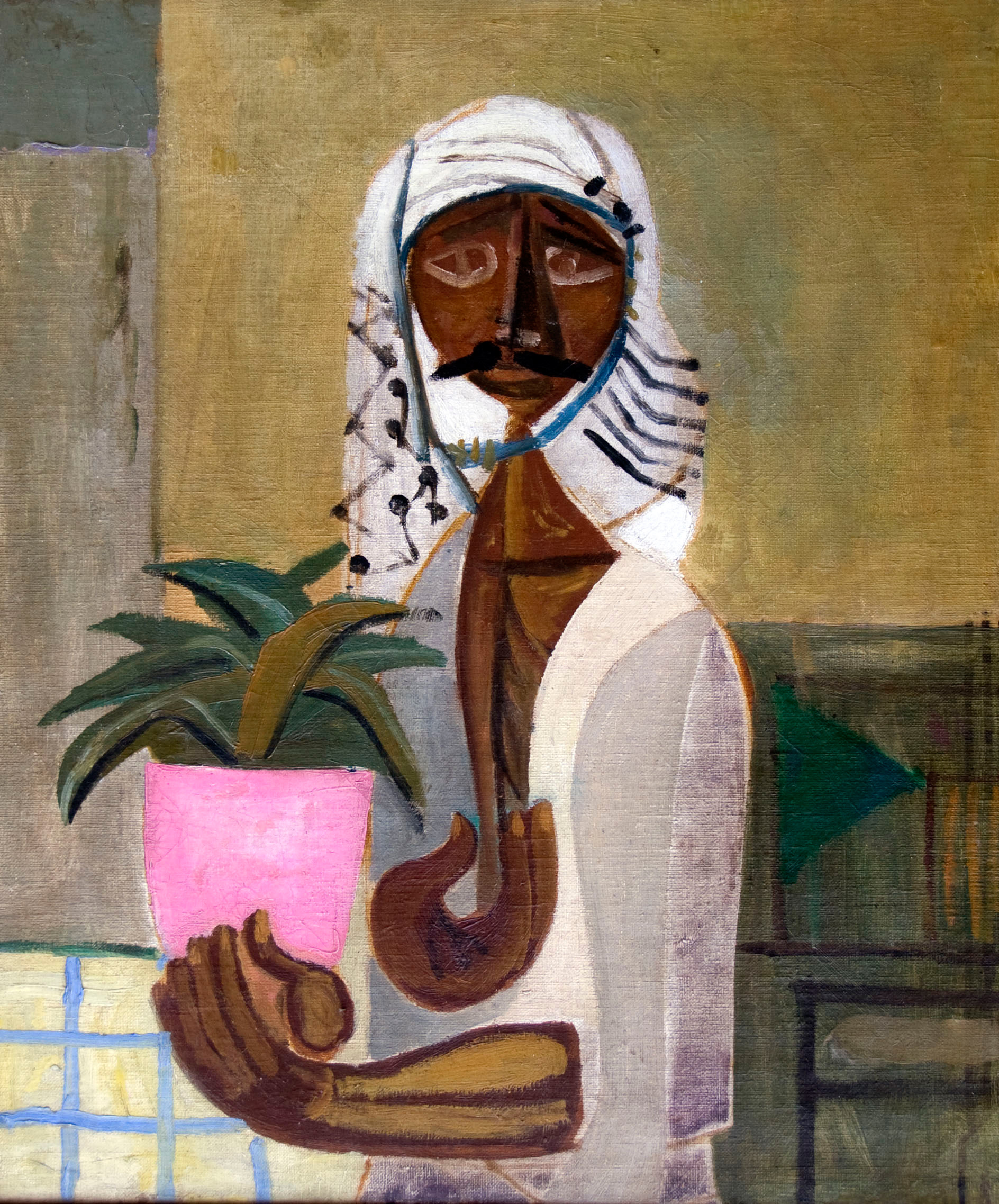
البستاني، بريشة جواد سليم، 1950.
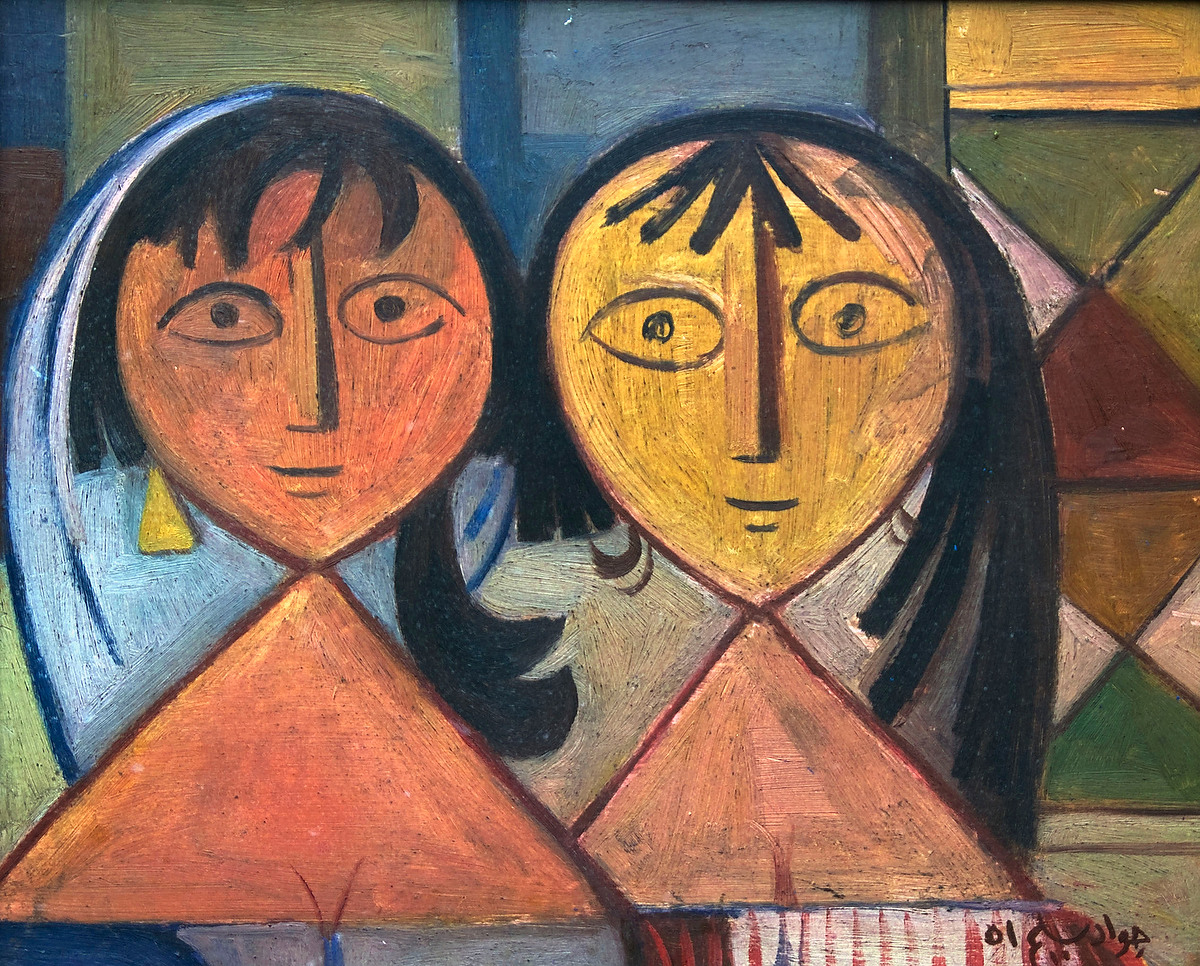
امرأتان، بريشة جواد سليم، 1951. مؤسسة بارجيل للفنون.
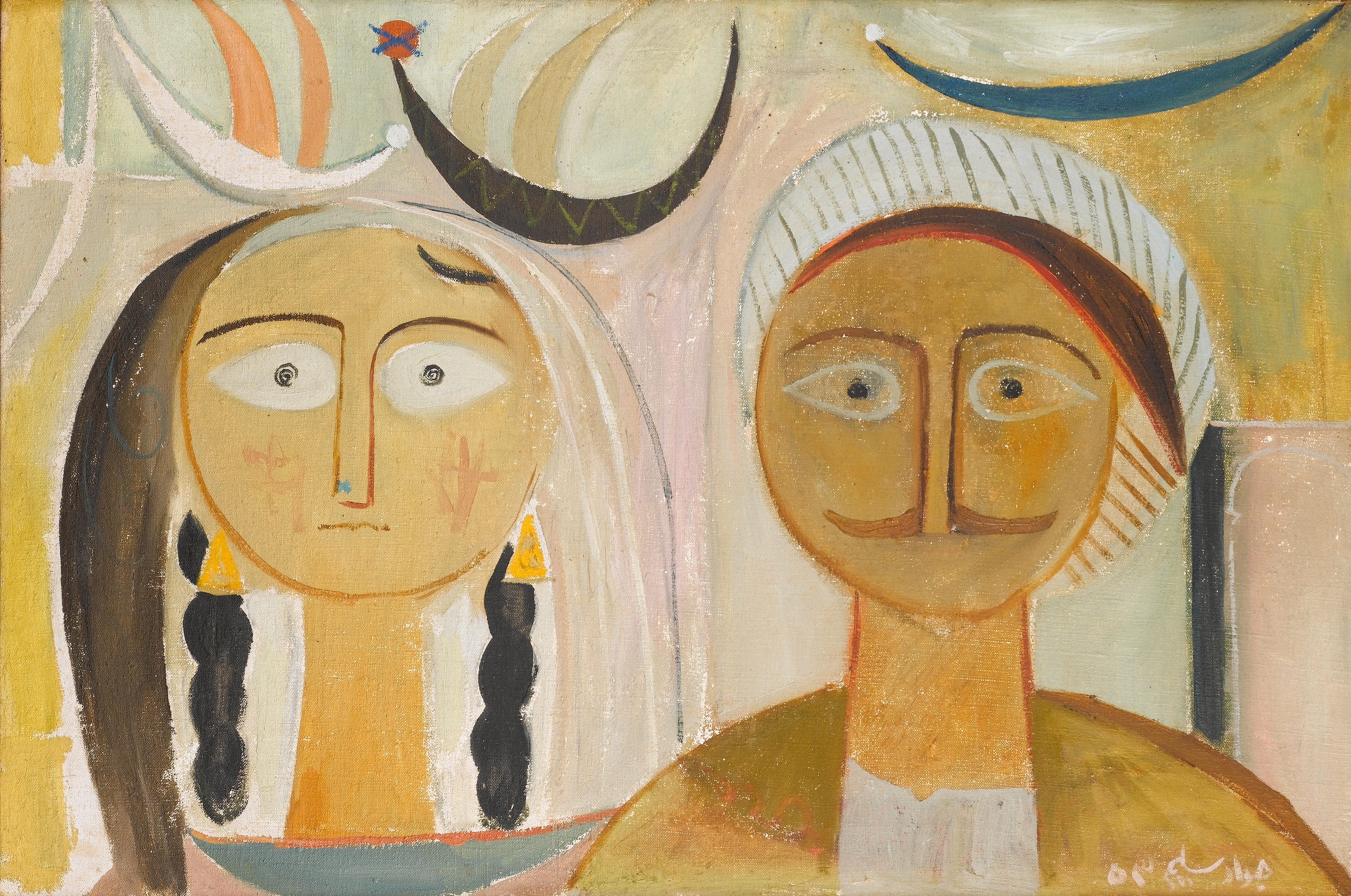
شاب وزوجة، بريشة جواد سليم، 1953. بيعَت في مَزاد بونهامز مُقابل 336,000$.
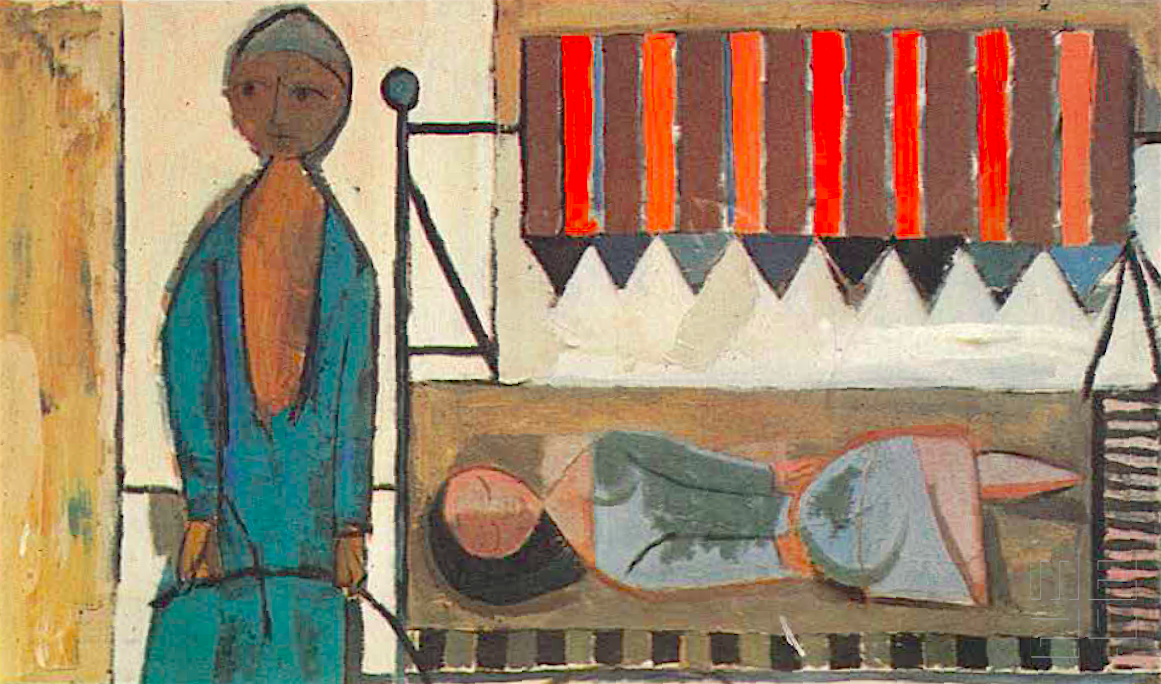
السيدة و ابن البستاني، بريشة جواد سليم، 1958.
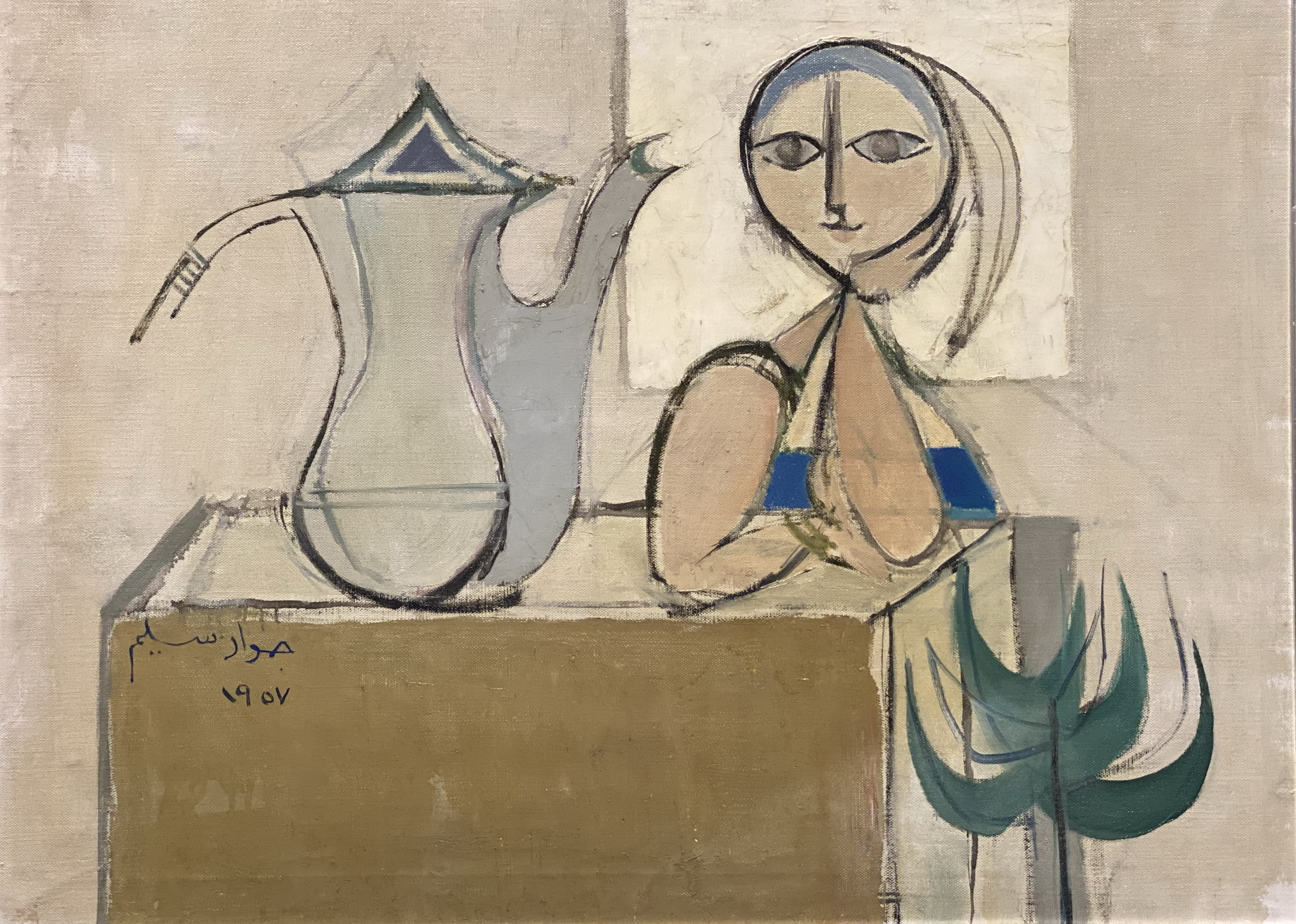
بدون عنوان، بريشة جواد سليم، 1957.
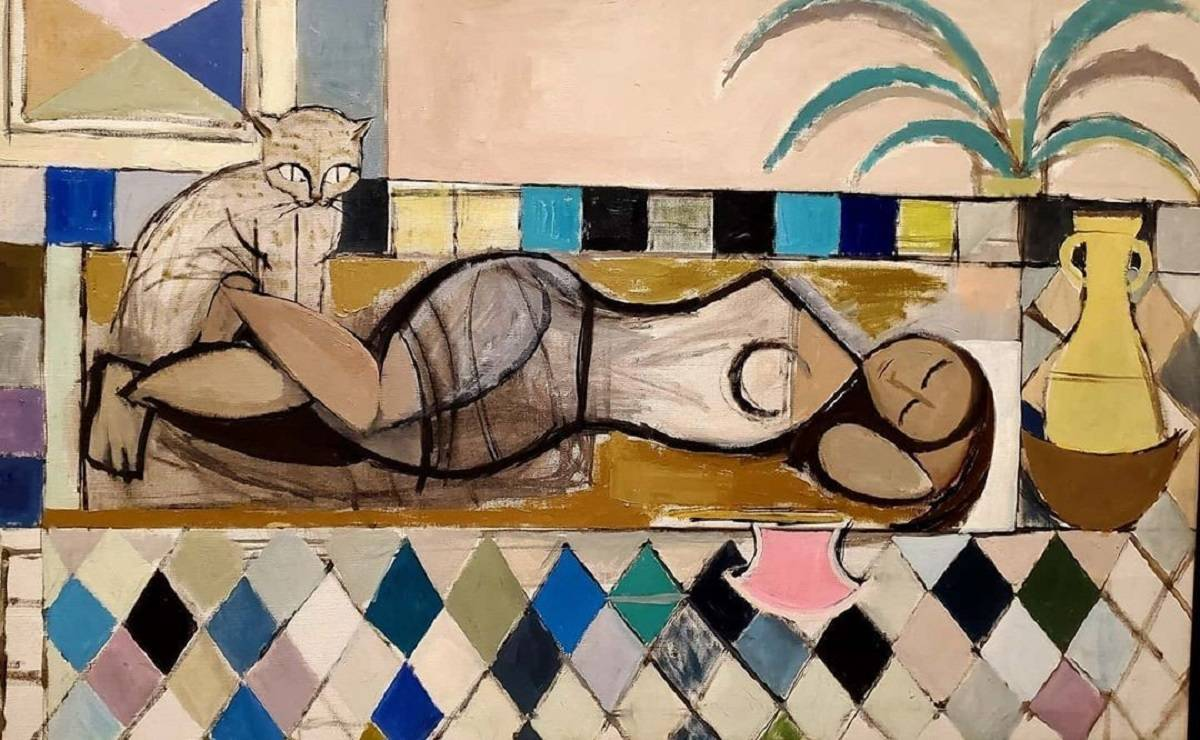
القيلولة، بريشة جواد سليم، الخمسينات.

بورترية
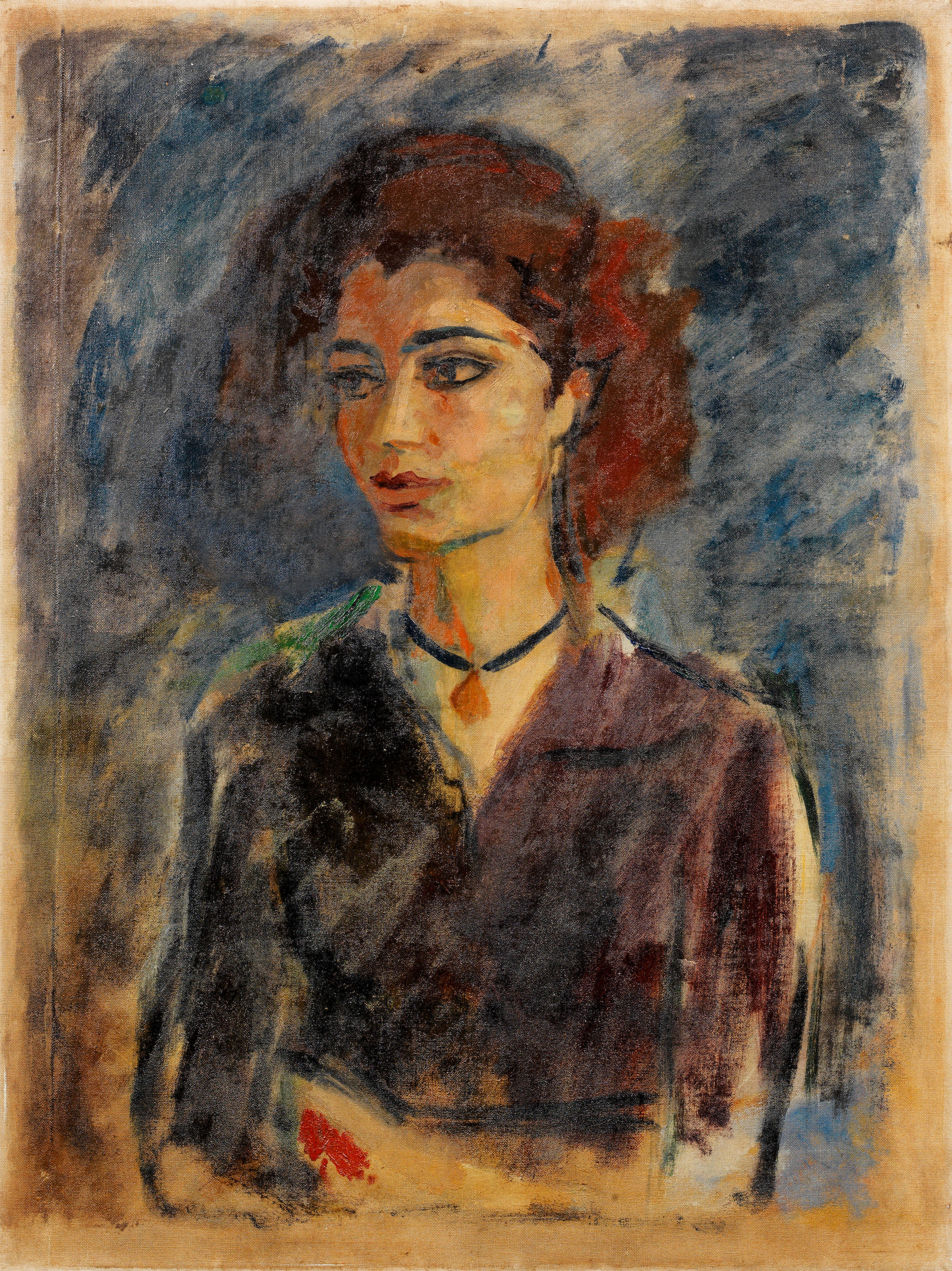
لميعة عباس عمارة، بريشة جواد سليم، 1949. بيعَت في مَزاد بونهامز مُقابل 230,606$.
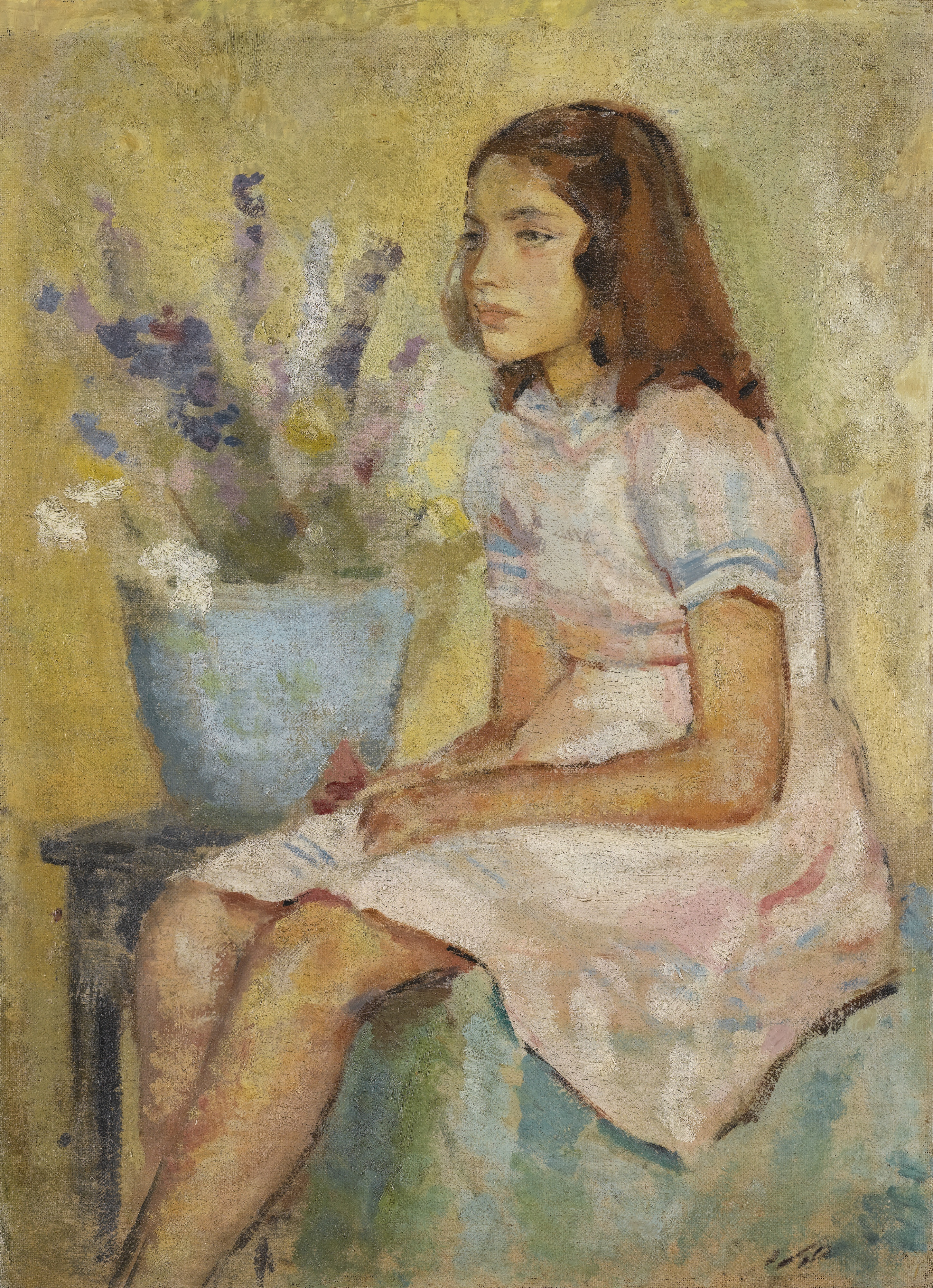
فتاة، بريشة جواد سليم، 1950. بيعَت في مَزاد سوذبيز مُقابل 307,328$.
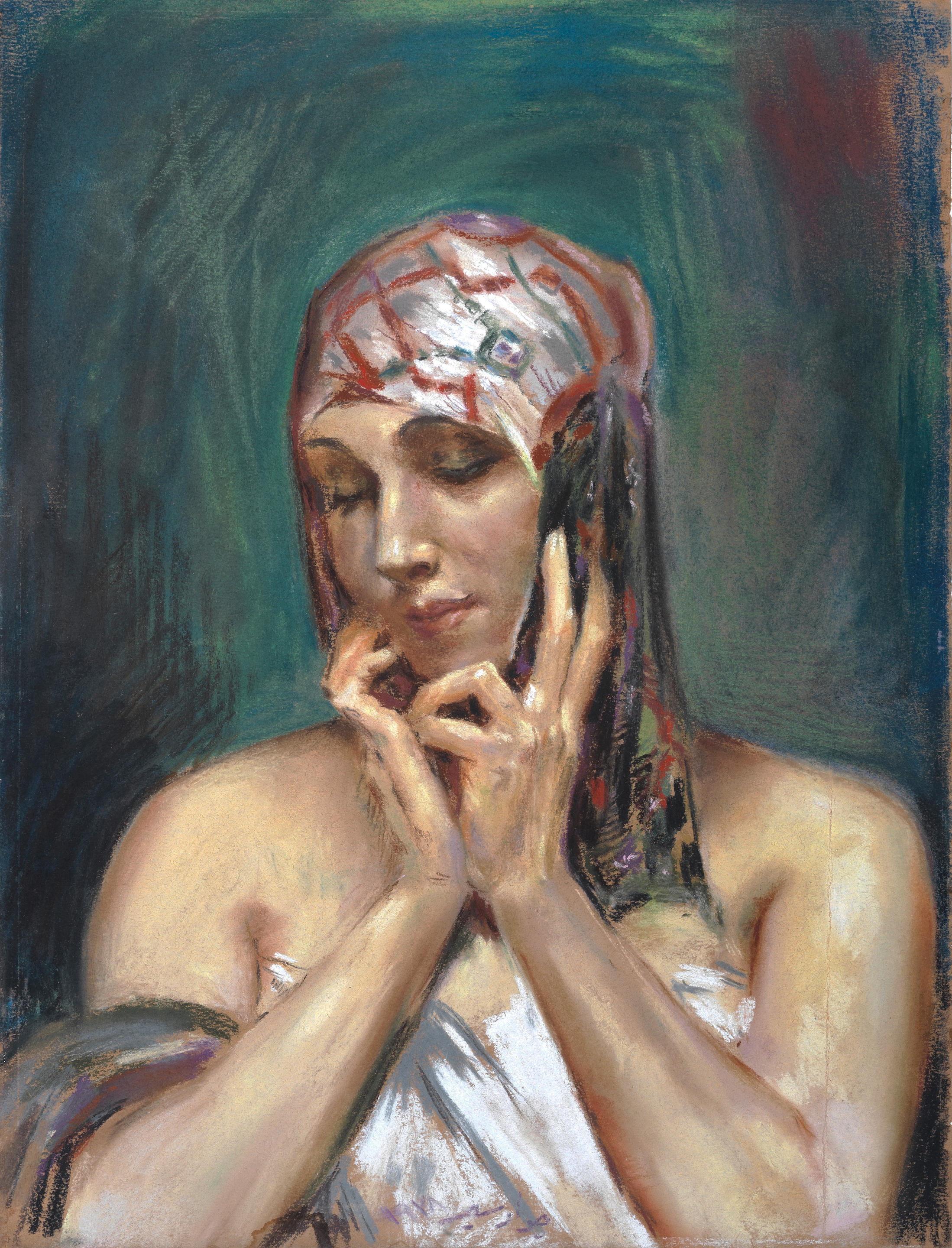
سالومي، بريشة جواد سليم، 1938. بيعَت في مَزاد بونهامز مُقابل 68,585$.
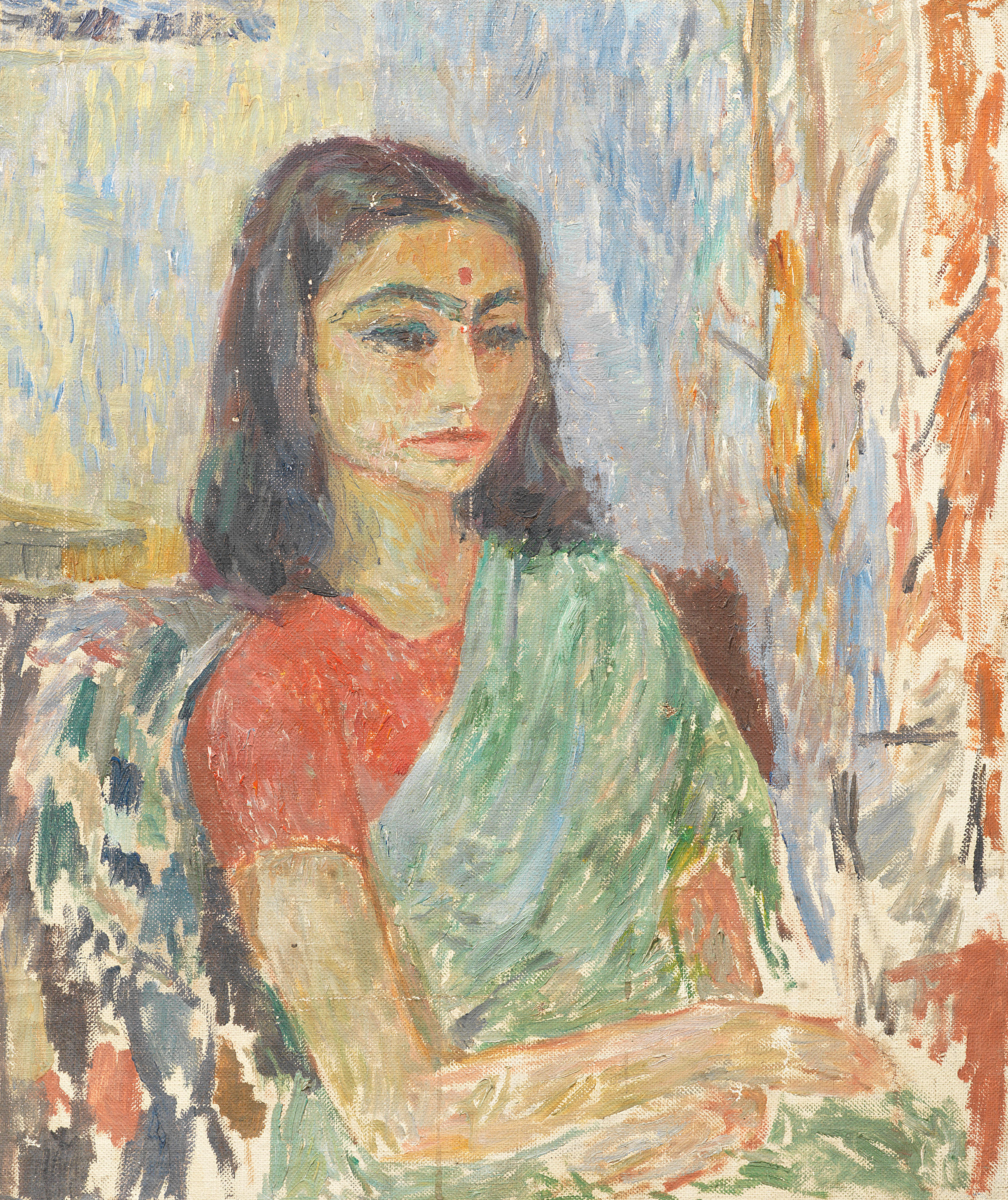
مريناليني سارابهاي، بريشة جواد سليم، 1949. بيعَت في مَزاد بونهامز مُقابل 222,753$.
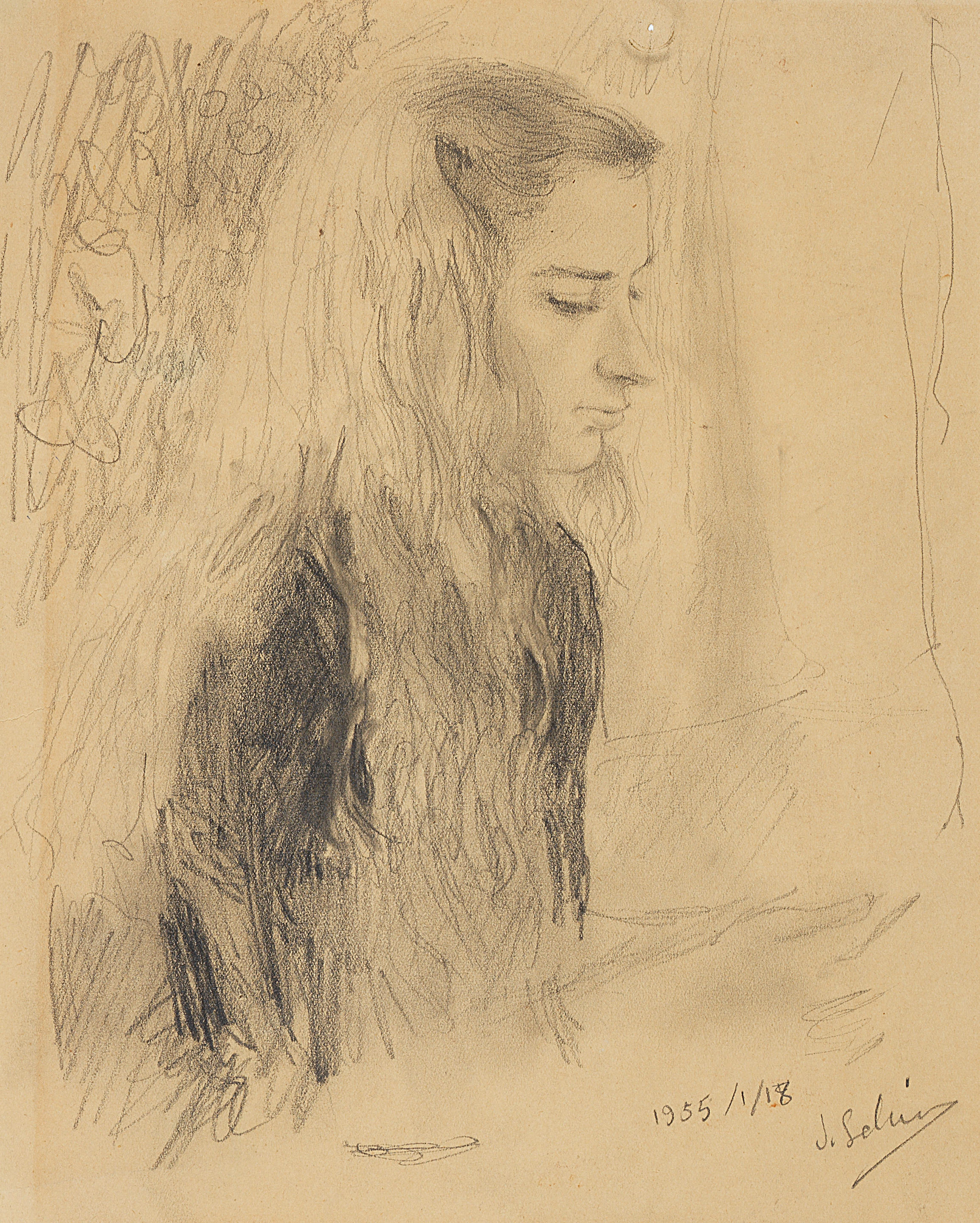
لورنا سليم (زوجة الفنان). بريشة جواد سليم، 1955. بيعَت في مَزاد بونهامز مُقابل 13,060$.

فن تجريدي
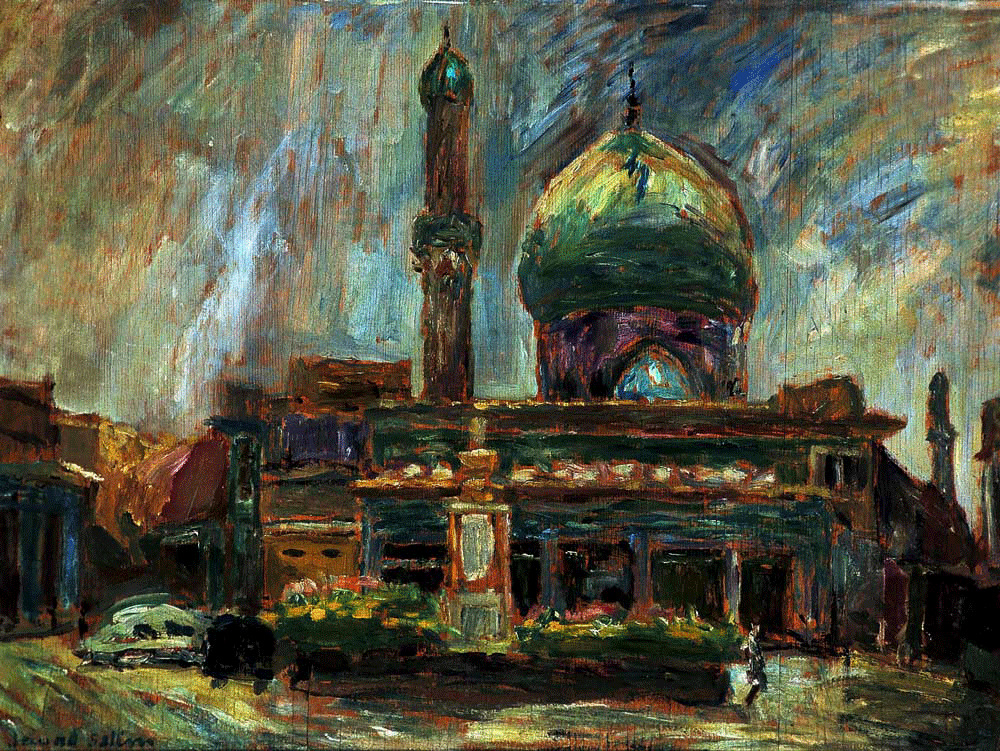
جامع الحيدرخانة، بريشة جواد سليم، الخمسينيات. المتحف الوطني الأردني للفنون الجميلة.
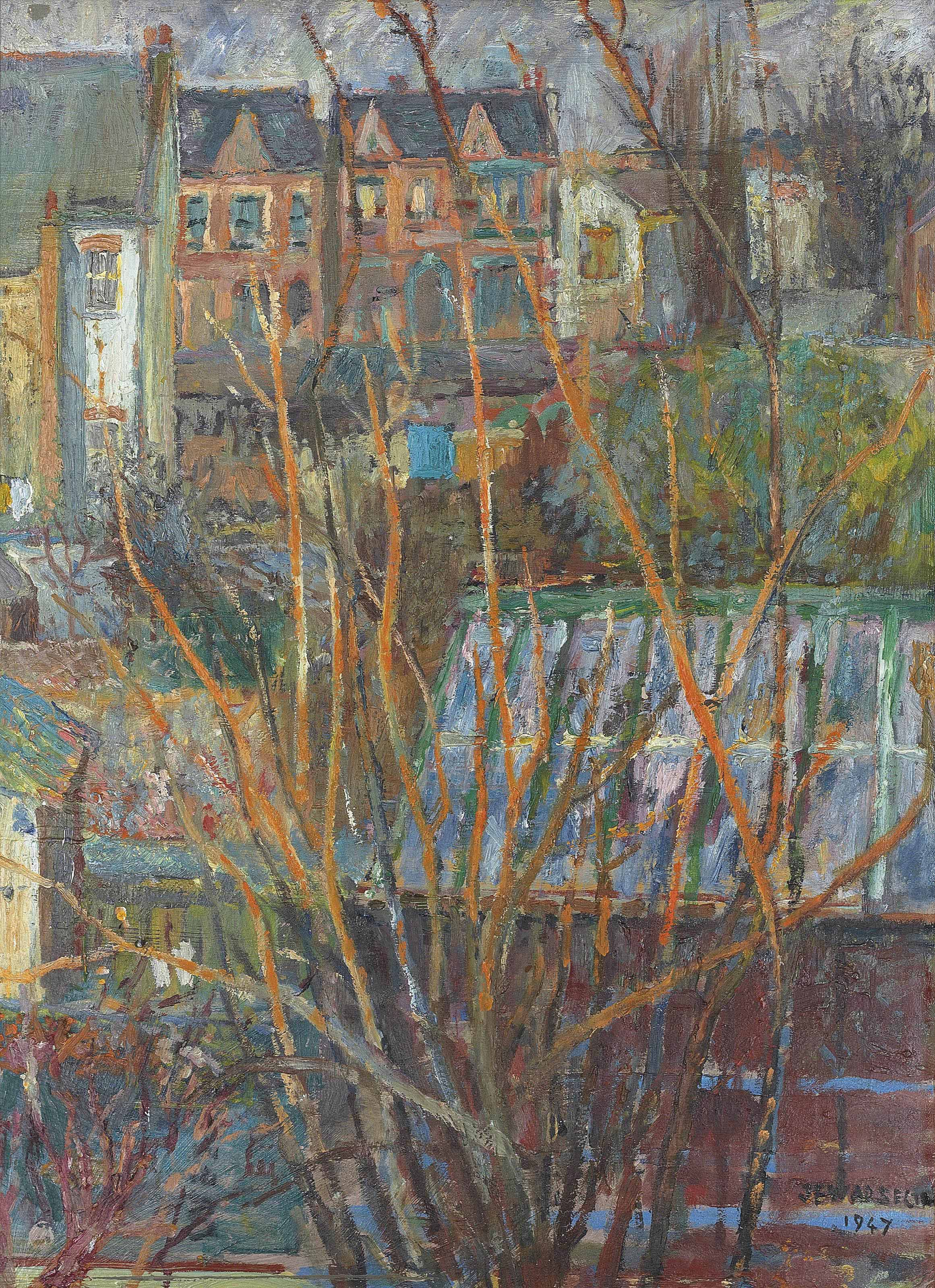
كامدن تاون، بريشة جواد سليم، 1947. مَعروضة في مَزاد كريستيز مُقابل 182,500$.
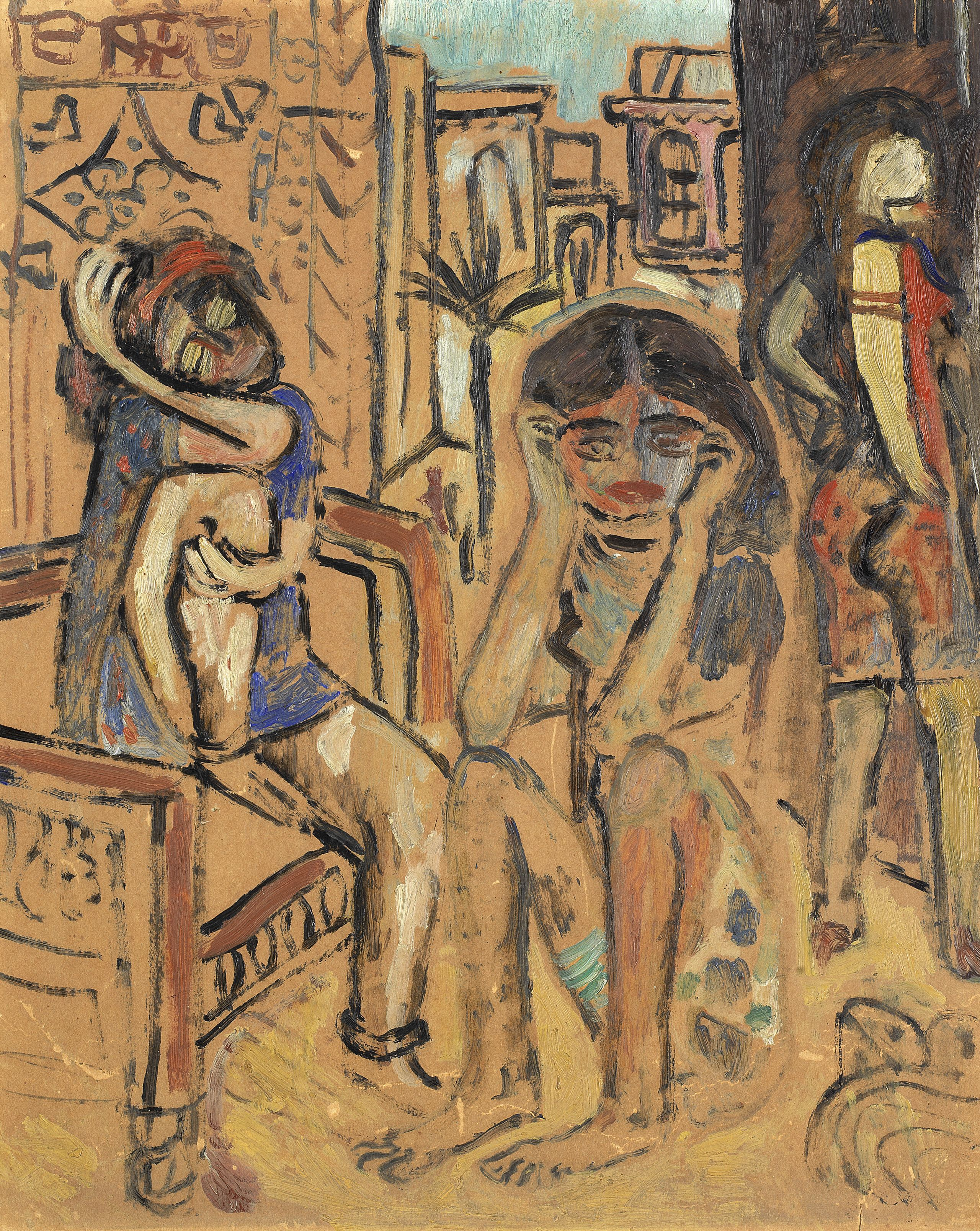
نساء بالإنتظار، بريشة جواد سليم، 1943. بيعَت في مَزاد بونهامز مُقابل 202,324$.
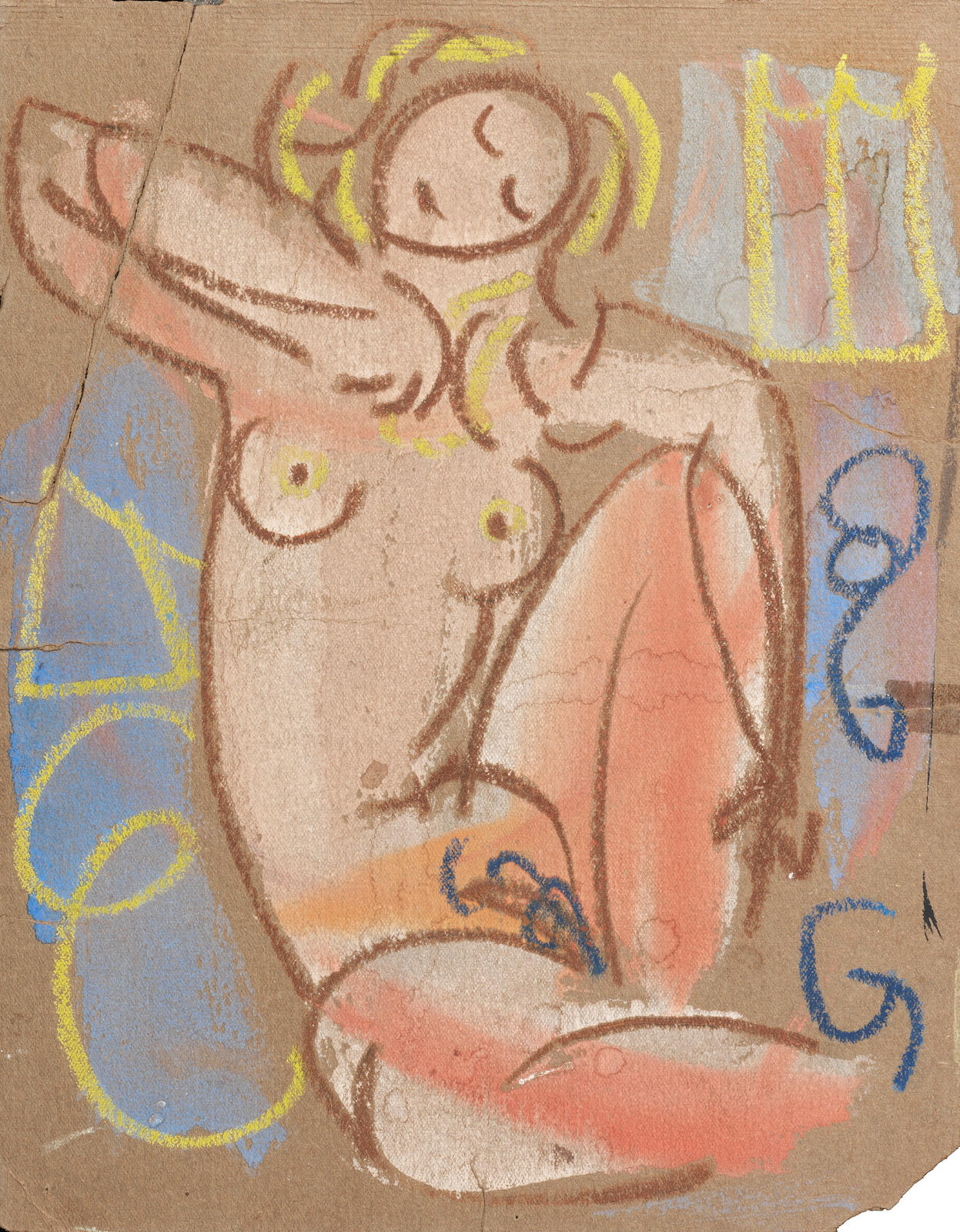
بدون عنوان، بريشة جواد سليم، الأربعينيات. بيعَت في مَزاد بونهامز مُقابل 5,880$.

- مَجموعة رُسوم تَقريبية للفَنان، بيعَت المَجموعة في مَزاد بونهامز مُقابل 4,574$.<ref>"JEWAD SELIM Seven Works on Paper". Bonhams. 20 أبريل 2015. مؤرشف من الأصل في 2022-04-06.</ref>

مَجموعة رُسوم تَقريبية للفَنان، بيعَت المَجموعة في مَزاد بونهامز مُقابل 4,574$.></ref>
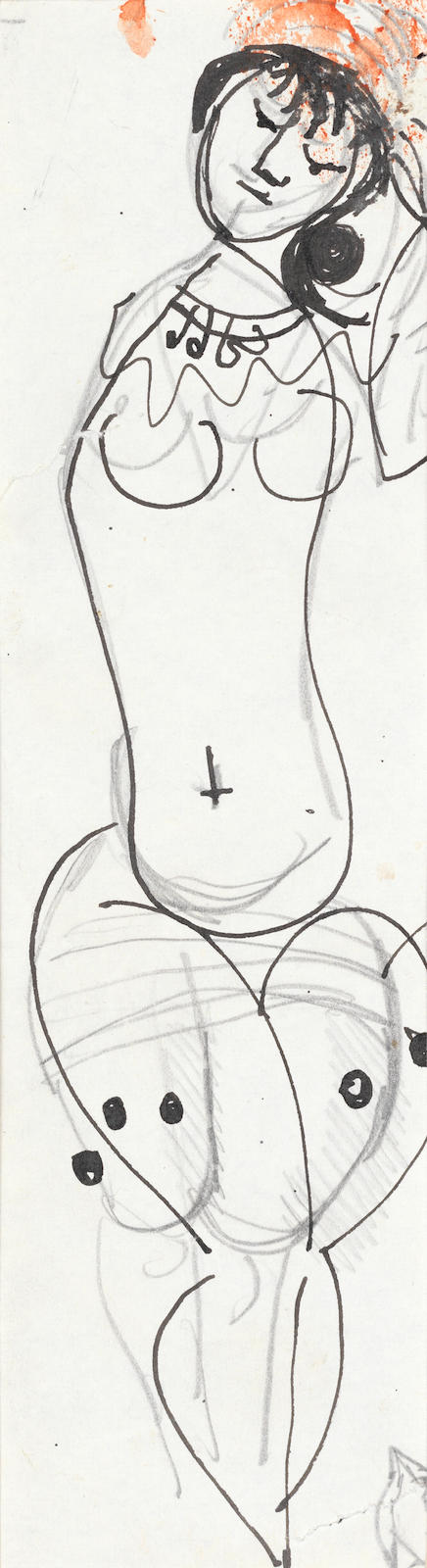
امرأة تقف برأس مائل، لجواد سليم، قلم رصاص على ورق، 14x5 سم.
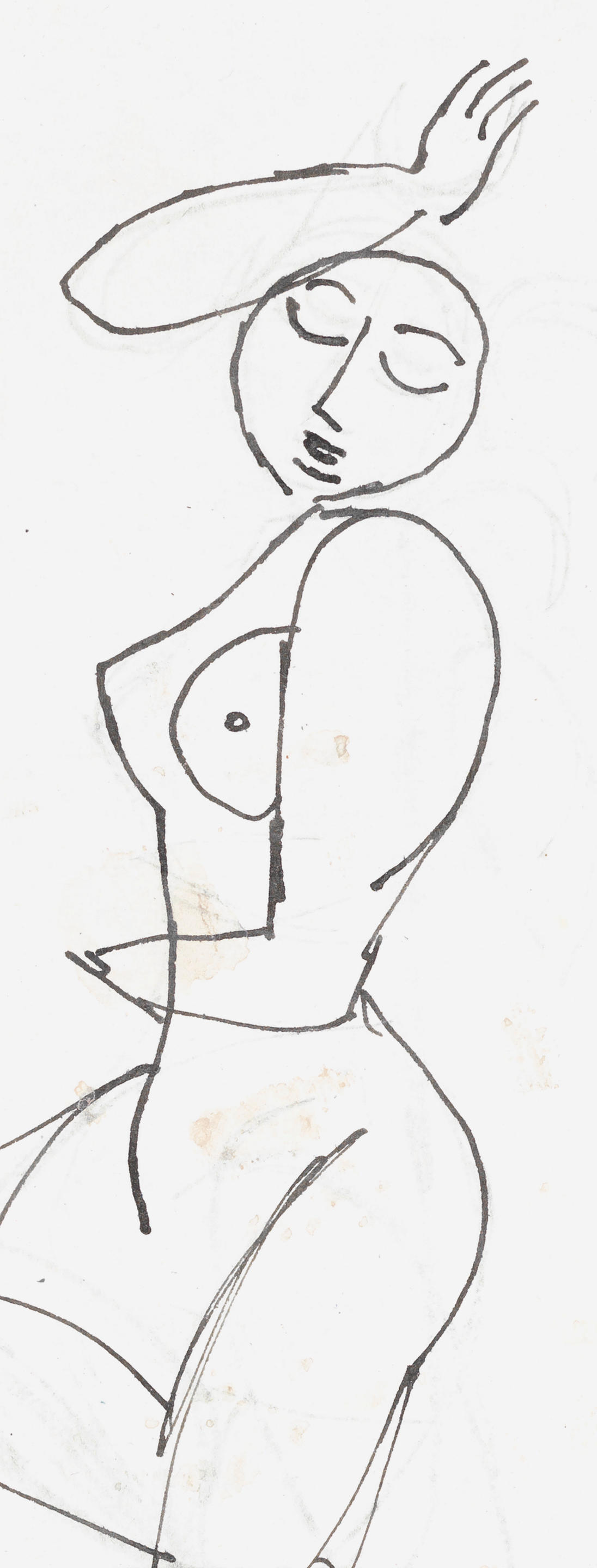
امرأة مستلقية، لجواد سليم، قلم رصاص على ورق، 15x6 سم.
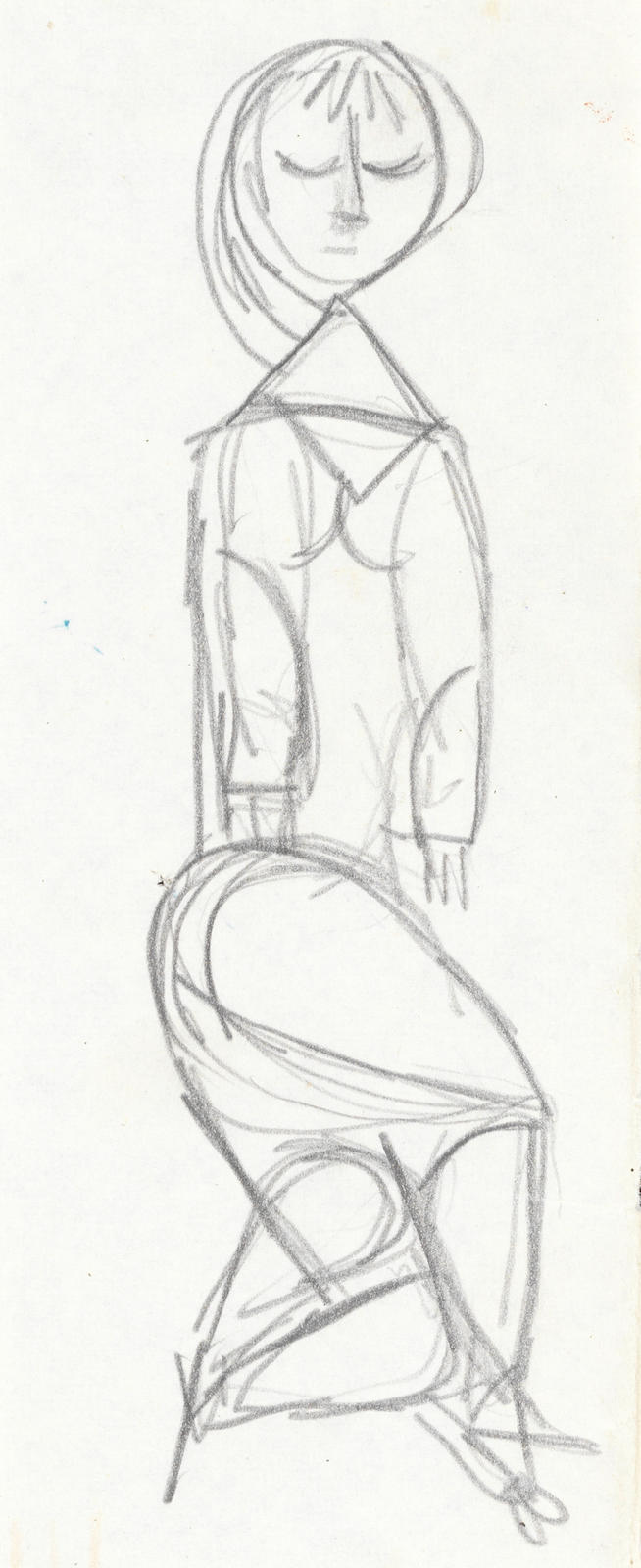
امرأة واقفة، لجواد سليم، قلم رصاص على ورق، 21x6 سم.
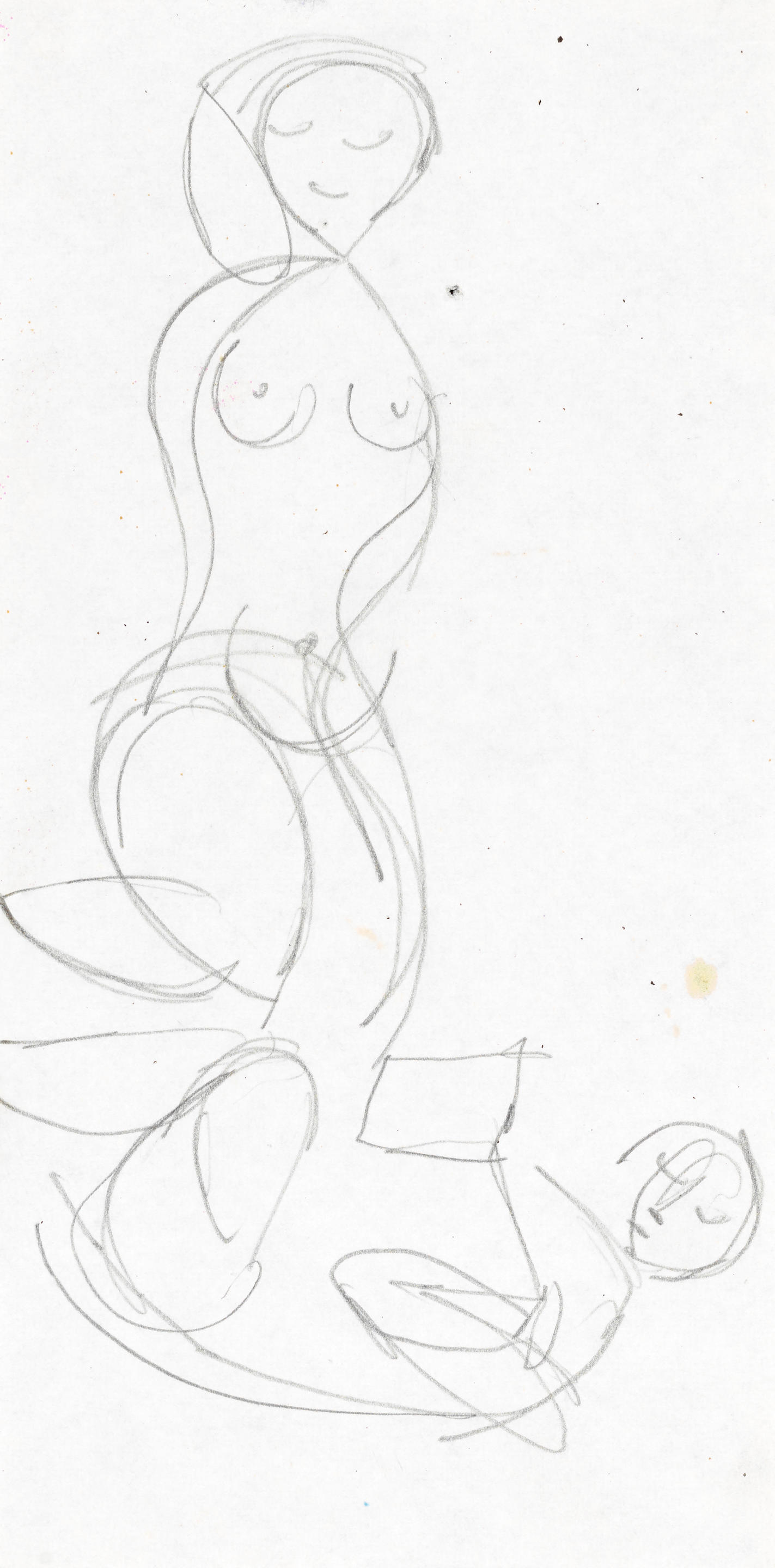
أم وطفل، لجواد سليم، قلم رصاص على ورق، 9x10 سم.
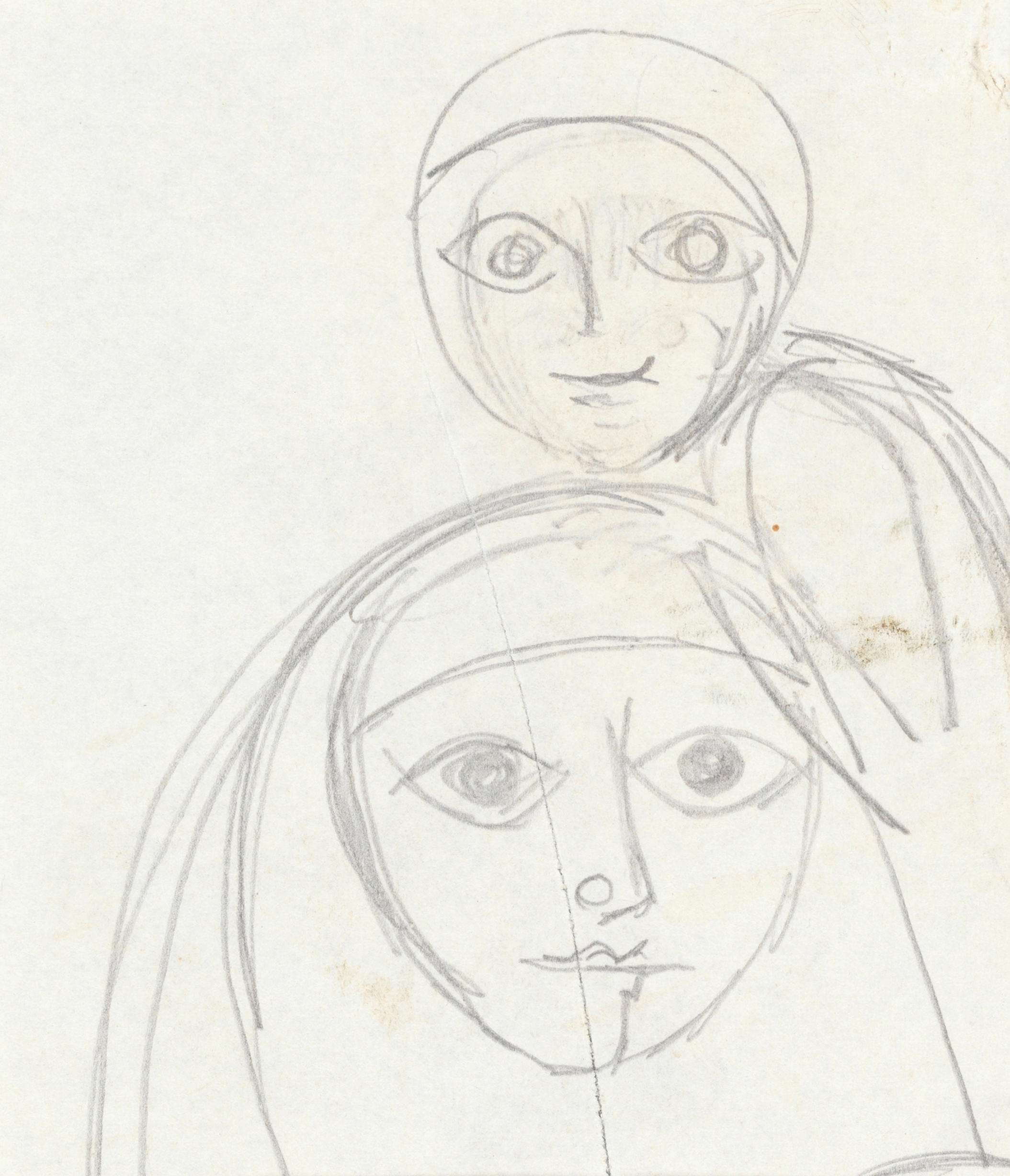
كارتون، لجواد سليم، قلم رصاص على ورق، 11x13 سم.
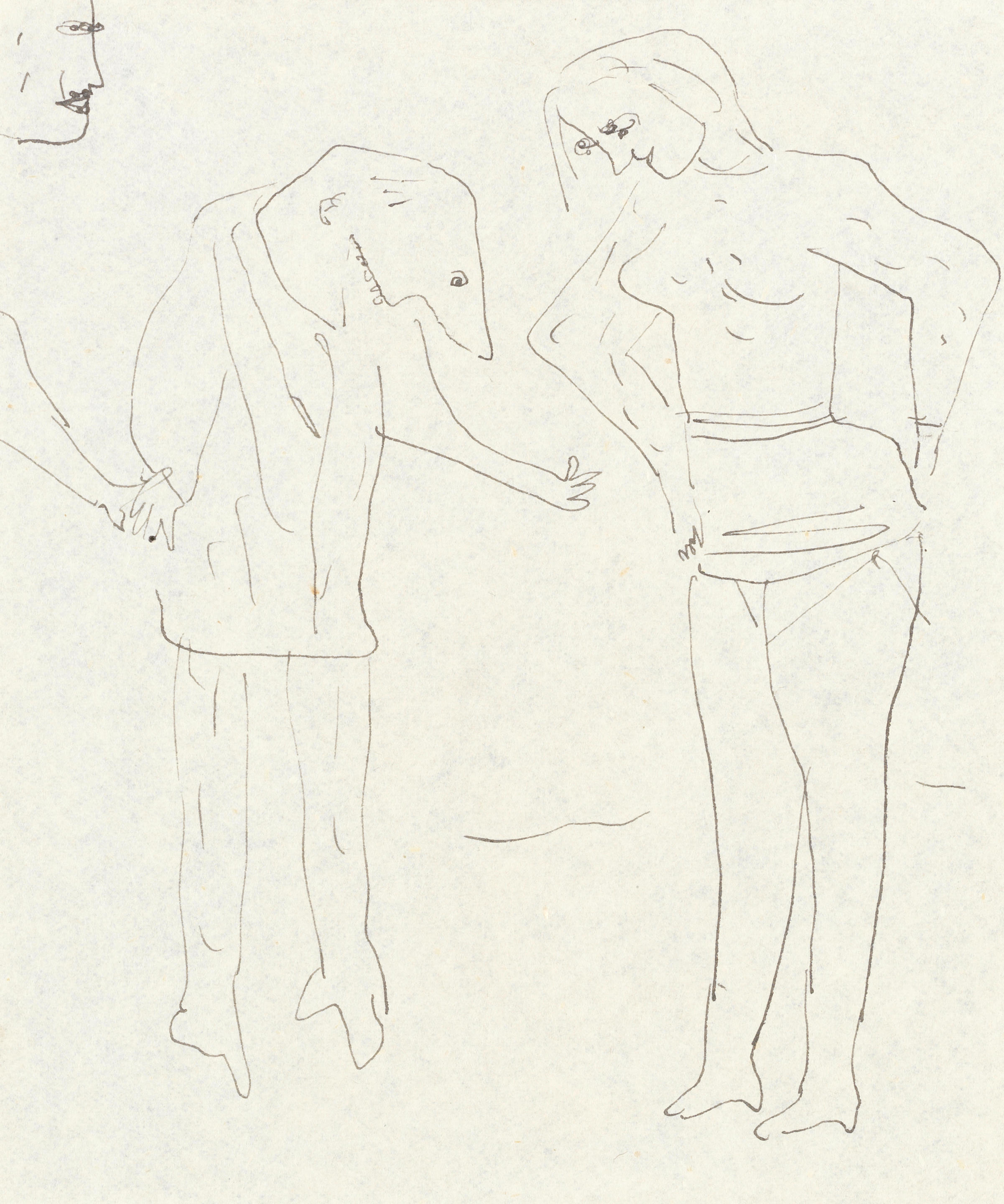
اشكال هندسية، لجواد سليم، قلم رصاص على ورق، 11x13 سم.